# Ерёмина, Маргарита Георгиевна
Маргарита Георгиевна Ерёмина (25 августа 1971) — российская футболистка, нападающая, тренер. Мастер спорта России (1998).

## Биография
В 1990-е годы выступала в высшей лиге России за клубы «Волжанка» (Чебоксары), «Сибирячка» (Красноярск), «Лада» (Тольятти). В составе «Сибирячки» в 1995 году и «Лады» в 1996 году становилась бронзовым призёром чемпионата России. В 1996 году включена в список 33-х лучших футболисток России под № 2. О дальнейших выступлениях сведений нет[уточнить].
Окончила Чувашский государственный педагогический институт им. И. Я. Яковлева (1997). С 2010-х годов работает детским тренером в московской СШОР № 70 «Молния». Ряд её воспитанниц, в том числе Ксения Долгова, вызывались в юниорские сборные России. Принимала участие в матчах ветеранов.
В 2023 году тренировала возрождённую команду «Спартак» в розыгрыше Первой лиги 2023.